# Fina Solà Font
Josepa (Fina) Solà i Font (Vic, 13 de febrer de 1958 - Santa Eulàlia de Riuprimer, 20 de setembre de 2021) va ser una escenògrafa catalana.
L'any 1978 Fina Solà junt amb Carles Pujols i  Juan Grau van fundar el Circ Sèmola. Una companyia innovadora que va portar a terme sis espectacles de carrer: Últim espectacle (1979), Hop (1980), Gournac (1981), Trànsit (1983), Expansió 2 (1984) i Per exemple (1987).
L'any 1988, la companyia va fer una transició important amb l'espectacle In Concert que va presentar a la Fira de Tàrrega i va passar a anomenar-se Sèmola Teatre. Fina Solà, a partir d'aquell moment es va convertir en codirectora, escenògrafa dels muntatges escènics i sovint figurinista amb espectacles d'una gran projecció internacional: In Concert (1988), Híbrid (1992), Esperanto (1997), ¿Bailamos? (2000) i Centvinticinc (2004) fins que la companyia es va dissoldre el 2006.
A partir de 2005, va començar a col·laborar, junt amb Carles Pujols, amb el Teatre Principal de Palma. Va participar en el festival grecollatí de Balears com El soldat fanfarró d'Aristòfanes. Va realitzar escenografies per l'òpera Construïm una ciutat de Hindemith, el Diluvi de Noé, l'òpera Brundibar de Hans Krasa, en el recull d'òperes Una nit vaig somniar, l'illa una adaptació del conte de d'A. Greder, El Petit Escuraxemeneies de Benjamin Britten.
També va der la codirecció del monòleg Qualsevol una adaptació del text d'E. di Luca interpretat per Carles Pujols amb qui va col·laborar en altres ocasions com a consultora i fent attrezzos.
Va conrear l'art en totes les expressions, en especial cossos volumètrics de pedra, fusta i metall. Va fer diverses exposicions entre les quals Huerfanitos amb els seus germans Tiua i Jordi. Col·laboradora del projecte Parelles artístiques de 2010 a 2020.
La tardor del 2023 es va fer una retrospectiva de la seva feina al CATEB d'Osona-Moianès – Vic.